# 1. FC Slovácko (féminines)
Maillots
Le 1. FC Slovácko est un club tchèque de football féminin basé à Uherské Hradiště. 
L'équipe est connue de sous le nom de DFC Compex et est basée à Otrokovice avant que le club masculin du 1. FC Slovácko décide d'en faire sa section féminine en 2006.
Le club est vice-champion de République tchèque en 2001 et en 2002 et finaliste de la Coupe de République tchèque en 2009 et en 2024.